# Messaggio straordinario alla Nazione di Oscar Luigi Scalfaro (3 novembre 1993)

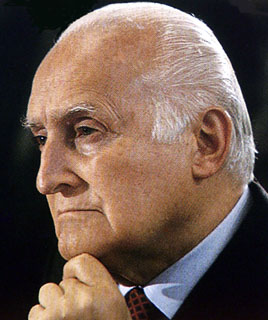
Oscar Luigi Scalfaro

Il 3 novembre 1993 davanti ai microfoni della RAI, a reti unificate, il Presidente della Repubblica Oscar Luigi Scalfaro pronunciò un energico discorso per reagire alle insinuazioni nei propri confronti dell'ex direttore del SISDE Riccardo Malpica, arrestato nell'ambito di un'inchiesta sui fondi riservati del medesimo servizio. Malpica aveva dichiarato che quei fondi facevano parte di un "tesoretto" a disposizione dei ministri dell'Interno, di cui anche Scalfaro, quando rivestiva quella carica avrebbe beneficiato. Nel clima infuocato dell’epoca – era il periodo dell’inchiesta Mani pulite – la dichiarazione fu subito letta come un'appropriazione indebita da parte di Scalfaro, Ministro dell'Interno dell'epoca. 
Scalfaro vide in quell'affermazione un tentativo finalizzato alla «lenta distruzione dello Stato» e la accomunò agli attentati della mafia che avevano insanguinato l'Italia sia nell’estate del 1992 che in quella del 1993. Reagì di conseguenza rivolgendosi alla Nazione con un discorso il cui passaggio principale comprendeva le parole «Io non ci sto!», in seguito passate ad indicare l'intero intervento.

## Presupposti
Il 3 novembre 1993, in piena Tangentopoli, ben sei ministri e molti parlamentari erano stati costretti alle dimissioni per reati di corruzione a seguito di inchieste della magistratura. Nel gennaio di quell'anno il pubblico ministero romano Leonardo Frisiani, indagando sulla bancarotta dell'agenzia di viaggi Miura Travel, aveva trovato nei conti bancari di Michele Finocchi e Gerardo Di Pasquale, dirigenti dei servizi segreti l'imponente somma di quattordici miliardi di lire. 
Fu poi arrestato a Monte Carlo l’altro dirigente del SISDE Maurizio Broccoletti, l'ex cassiere Antonio Galati e, infine, l’ex direttore Riccardo Malpica. Questi giustificò l’esistenza di quei conti come somme a disposizione dei ministri dell'Interno, per risolvere casi di emergenza. Con l'occasione tenne a precisare che anche l'attuale Presidente della Repubblica, Oscar Luigi Scalfaro, Ministro dell'Interno per quattro anni consecutivi, avrebbe beneficiato di una «dazione» di 100 milioni al mese per gestire affari riservati. 

## Contenuti
Stante il risentimento popolare verso la corruzione politica, il Capo dello Stato colse la carica destabilizzante delle dichiarazioni di Malpica. Vide il tentativo di screditare non solo la sua persona additandola come indebito percettore di denaro pubblico ma anche l'«istituto costituzionale della presidenza della Repubblica e (di) tutti gli organi dello Stato». Così alle 22:30 del 3 novembre 1993 fece interrompere la trasmissione della partita Cagliari-Trabzonspor di Coppa UEFA per pronunciare a reti unificate un incisivo discorso della durata di sette minuti.
Scalfaro apparve visibilmente sdegnato di fronte alle telecamere. Parlò con tono fermo, consultando solo a tratti gli appunti che aveva con sé. Iniziò il discorso associando in un unico disegno criminoso le bombe dell'estate 1993 riconducibili alla mafia e le denunce degli uomini del Sisde a proposito di quei cento milioni al mese della suddetta "dazione".
Scalfaro considera le dichiarazioni di Malpica, diffuse dalla magistratura, un «tentativo di lenta distruzione dello Stato». Non negò - tacendo - di aver avuto la disponibilità delle somme di cui trattasi: a norma della L. n. 801/1977, infatti il ministro dell'Interno, in quanto capo del Sisde, è destinatario naturale di somme per uso istituzionale. Fece allora appello a tutti gli italiani di reagire, per difendere ad oltranza gli incolpevoli e tutte le istituzioni.
A questo punto il passaggio fondamentale del discorso, in cui il Presidente della Repubblica parla in prima persona.
Questa dura posizione, a parere di Scalfaro, è coerente al proprio senso del dovere di difendere le istituzioni democratiche di fronte a un tentativo eversivo che definisce «premeditato». Tale definizione è al tempo stesso un’accusa alla magistratura e un fermo invito a distinguere «il male dalle malignità».
Concludendo:
Il messaggio fu seguito da oltre 22 milioni di persone.

## Reazioni e conseguenze

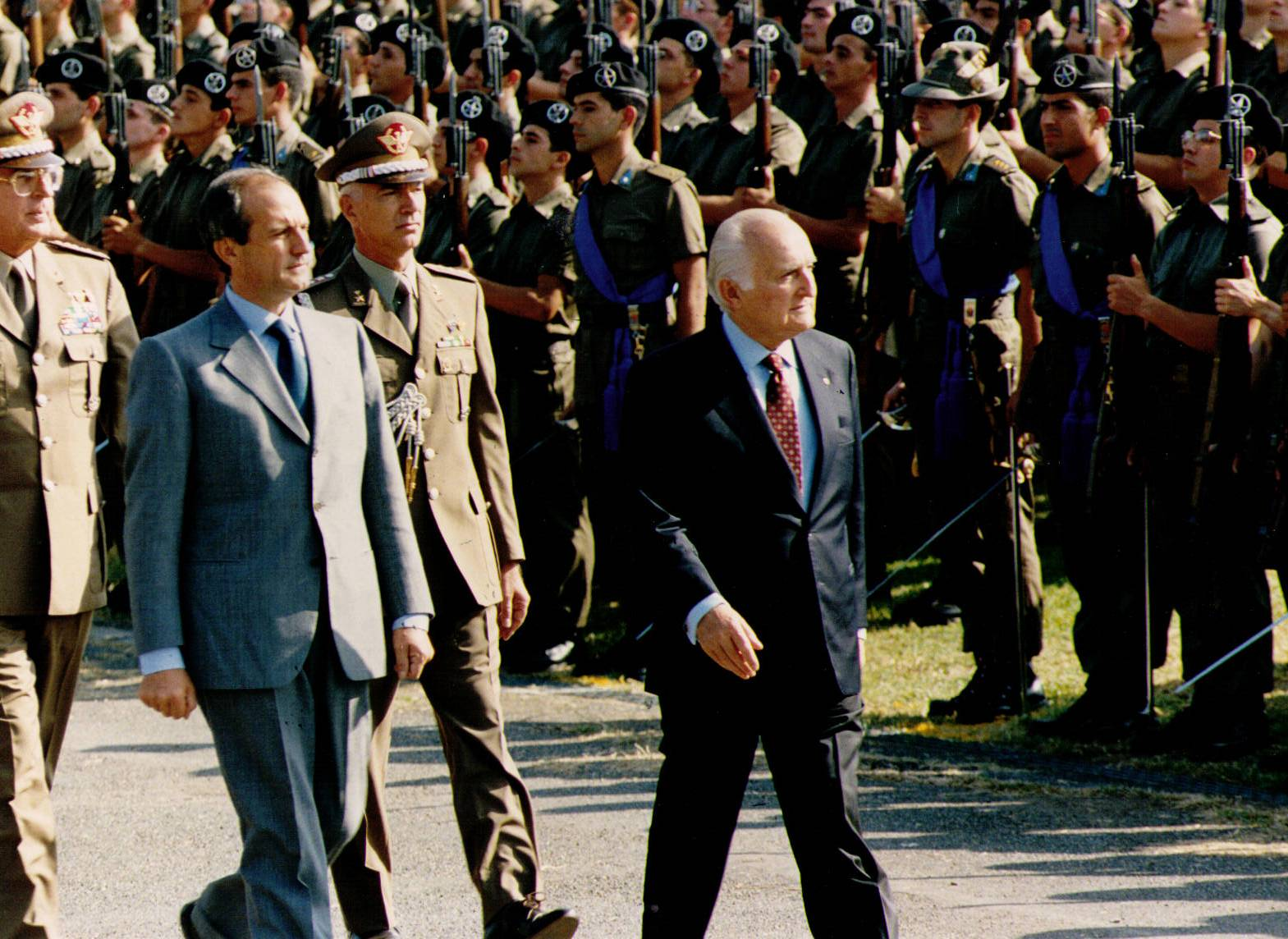
Scalfaro passa in rassegna i reparti dell'Esercito

Il procuratore capo di Roma Vittorio Mele fu subito dalla parte del Presidente della Repubblica e, tramite il suo sostituto Pietro Saviotti, contestò agli accusatori il reato di attentato agli organi costituzionali ai sensi dell’articolo 289 del Codice penale. La motivazione dell'accusa concerneva il fatto che «gli imputati, nel tentativo di alleggerire la propria posizione chiamano in causa il ministro e gli attribuiscono un abuso che invece non ha commesso … Tutto ciò in coincidenza con le bombe di Roma, di Firenze, di Milano che possono far pensare a un ordito clima di terrore».
Contemporaneamente, il ministro dell'Interno Nicola Mancino istituì una commissione d’inchiesta incaricata di verificare le accuse di Malpica, chiamando a presiederla l’ex procuratore generale della Corte d'appello di Roma, Filippo Mancuso. La relazione della commissione d’inchiesta concluse che non erano emersi illeciti nell’uso dei fondi Sisde. 
il 29 maggio 1994, parlando nella biblioteca del santuario mariano di Oropa, lo stesso Scalfaro dirà: «Sfido chiunque a dimostrare che abbia speso una lira fuori dai fini istituzionali».
Nel 1995 Mancuso fu nominato Ministro della Giustizia ma, in seguito, fu colpito da una mozione di sfiducia individuale. Nelle ore della votazione consegnò alla stampa il testo del suo discorso comprensivo di quelle parti che non aveva voluto né leggere né consegnare al Senato. In tali parti Mancuso accusava il presidente Scalfaro di avergli chiesto di negare, nella sua relazione, di aver utilizzato i fondi del Sisde, pur nella legittimità del suo uso. Con questa denuncia — in ritardo di un anno e mezzo dal caso di cui trattasi — annullò praticamente le sue dichiarazioni ufficiali al Senato che non ebbe difficoltà a votare per le sue dimissioni.
Nel 1996 Malpica sostenne che non avrebbe mai parlato di sua iniziativa di quei fondi segreti se non fosse stato Broccoletti a violare il segreto di Stato consegnando ai magistrati documenti sottratti o fotocopiati abusivamente.